# Fly-n-Sense
Fly-n-Sense était une entreprise française spécialisée dans la construction de drones destinés aux secteurs professionnels de la sécurité et de l'expertise technique (voir plus bas).

## Historique
Fly-n-Sense est une société soutenue par la Région Aquitaine, membre d‘Aerospace Valley, du cluster drones aquitain Aetos et du GICAT (Industrie française d’armement).
Le créateur de la société, Christophe Mazel, a travaillé sur les systèmes embarqués pour une entreprise nord-américaine liée à la Défense. Après avoir pris conscience des besoins d’imagerie à basse altitude et des avancées techniques permettant de développer des systèmes drones de faible envergure et accessibles[réf. nécessaire], il a lancé Fly-n-Sense en 2008. Il s’ensuit une phase de R&D permettant de concevoir les plateformes drones multi-usages, et de développer les systèmes embarqués.
Début 2012 , la société lance sur le marché son premier produit, le Scancopter CB 750 (Quadrirotor) puis dans la foulée le X6 (Hexarotor), pouvant être équipé de charge utile de type caméra jour/nuit et de capteur plus spécifiques (exemple : analyseur de particules).
En mai de la même année, Fly-n-Sense devient officiellement le 1er constructeur à obtenir l’autorisation de vol à la suite de l’arrêté légiférant l’exploitation des aéronefs télépilotés à but commercial en France.
En avril 2014, le groupe VivaSanté entre majoritairement au capital de la société apportant son expertise sur les marchés réglementés et son expérience des marchés publics,.
En 2015, Delta Drone et Urgo Group annoncent le rachat de 90% du capital de Fly-n-Sense,.
En 2016 Fly-n-Sense ferme.

## Produits

### Drones sécuritaires

#### SECuR: sécurité publique, privée et civile (secours à la personne)
SECuR est la solution drones conçue pour les opérations de surveillance sur zone et de levée de doute rapide à proximité de l'objectif. SECuR est développé en partenariat avec Thales. Ce drone permet la surveillance des déplacements et des rassemblements de populations par les forces de l'ordre.
Basée sur une plateforme drone multirotor (drone X4), SECuR retransmet en direct les informations collectées vers le poste de commandement.

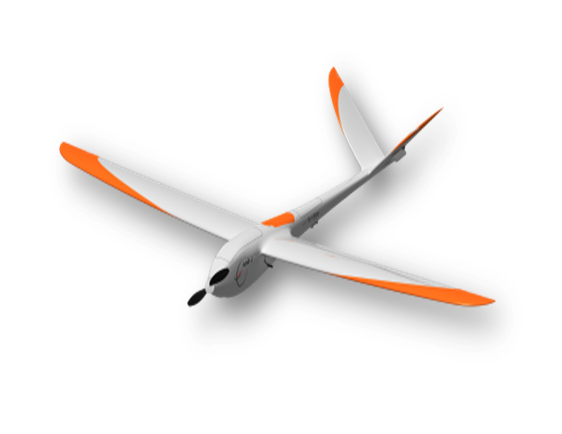
Voilure fixe MR-1 FNS

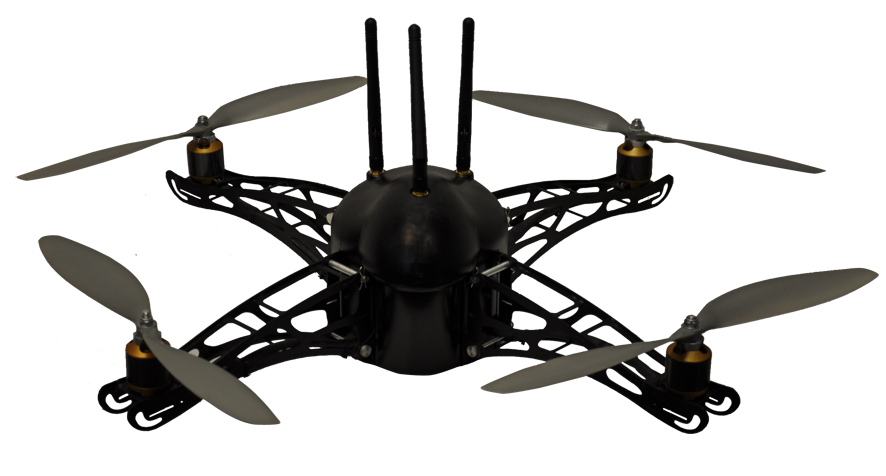
Scancopter CB 750 (Quadrirotor) FNS

La société d’exploitation d’autoroute Egis utilise cette solution pour la surveillance des incidents dans le trafic automobile sur l'autoroute A63. La Garde nationale républicaine portugaise en fait également usage.[source insuffisante]

#### STaFF: sécurité civile (feux de forêts, inondations)
Le sinistre en temps réel sur une carte métier. STAFF est une solution multi vecteurs (multirotor X4 et voilure fixe MR-1) aidant à la décision pour les pompiers dans la lutte contre les feux de forêts et les inondations. 
STaFF est actuellement exploitée par les pompiers des Landes (SDIS 40) et le Centre d'Excellence des Drones (Canada) au service des pompiers Québécois.

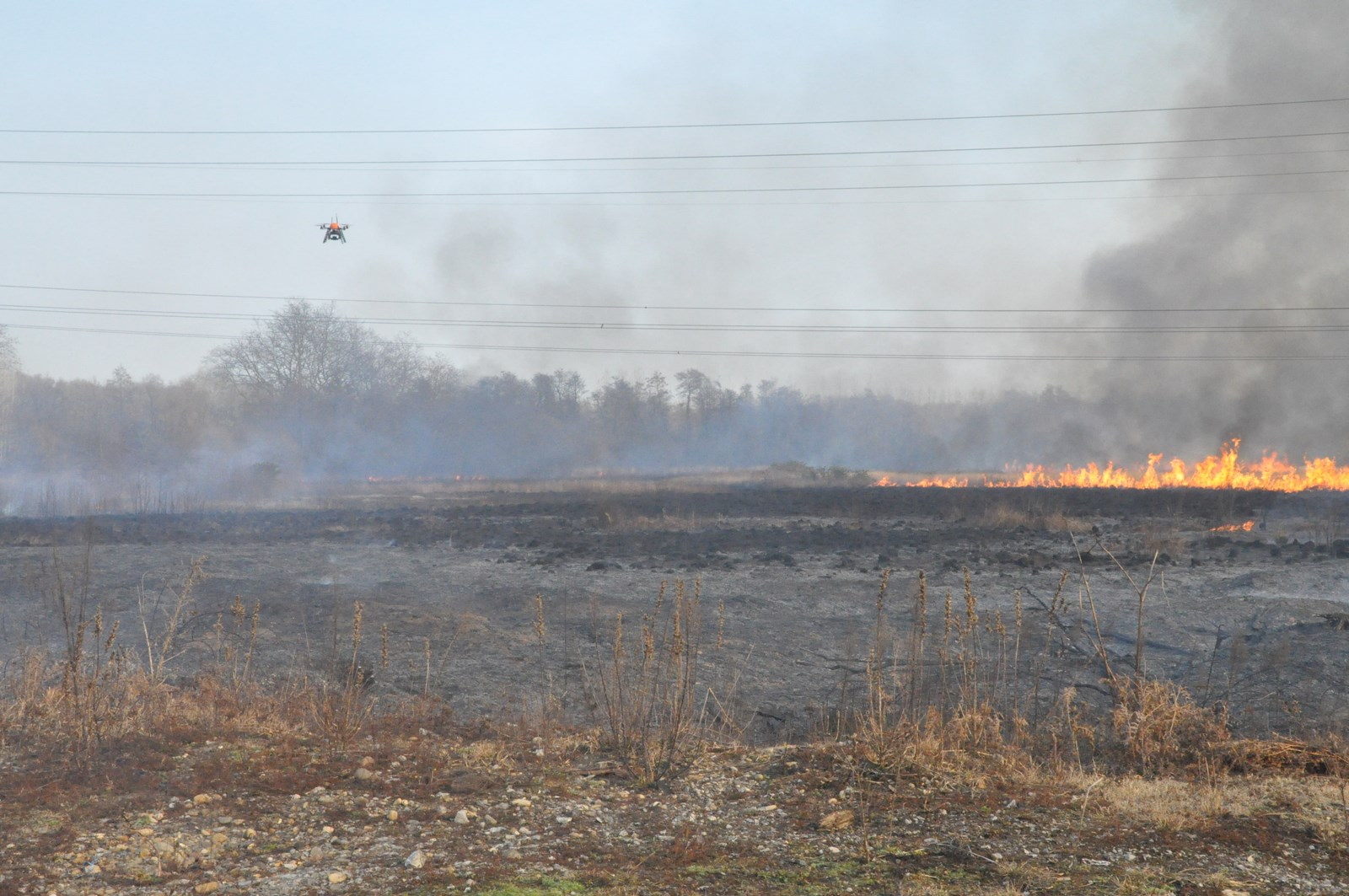

### Drones pour l'expertise technique
Fly-n-Sense fournit également des solutions drones packagées et développées avec les professionnels du secteur de la cartographie[source insuffisante] pour :
- les mines et carrières ;
- les réseaux  d'énergie et de transport ;
- autres activités nécessitant de la cartographie de précision.Multirotor X4 FNS

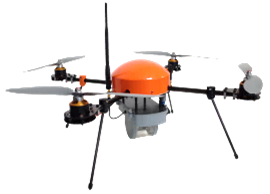
Multirotor X4 FNS